# Prikbladet fredløs
Prikbladet Fredløs (Lysimachia punctata) er en staude  i Kodriver-familien, som forekommer naturligt fra det centrale og sydøstlige Europa til det sydlige Tyrkiet. Arten er en almindelig haveplante og har forvildet sig ud i naturen mange steder. Den kan blive over en meter høj og blomstrer med gule blomster i juli – august.